# Panhardova tyč
Panhardova tyč (též tyč Panhard) je součást nápravy automobilu, která zajišťuje příčné vymezení nápravy vůči vozidlu. Původně byla vyvinuta v automobilce Panhard ve Francii na začátku 20. století, od té doby se široce používala.
Protože účelem zadní nápravy automobilu je, aby umožnila svislý pohyb kol vzhledem k vozidlu, je nepřípustné, aby se kola pohybovala vpřed a vzad nebo ze strany na stranu. Panhardova tyč vznikla pro zamezení druhému z uvedených případů. Je to jednoduché zařízení, sestávající z tuhé tyče probíhající napříč vozidlem společně s osou zadní nápravy. Na svých koncích je tyč ukotvena otočně, a to tak, že umožňuje pohyb nápravy vůči vozidlu pouze ve svislé rovině. Neumožňuje účinně zajistit nápravu vůči pohybu ve směru podélné osy vozidla, proto se často používá společně s vlečenými rameny, která nápravu vymezí v podélném směru. Toto uspořádání se obvykle používá pouze u zadních náprav odpružených vinutými pružinami, protože listové pružiny samy o sobě zajišťují dostatečnou příčnou tuhost.

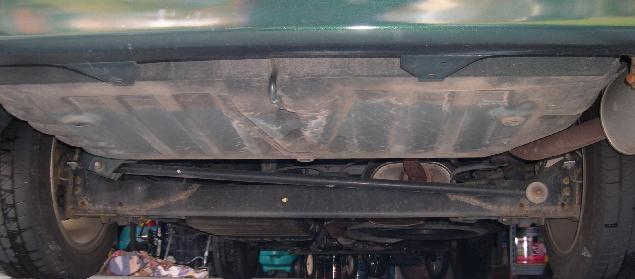
Pevná náprava a Panhardova tyč na vozu Mazda MPV z roku 2002

Výhodou Panhardovy tyče je její jednoduchost. Hlavní nevýhodou je, že náprava se nutně musí pohybovat ve výseči relativně k vozidlu, s poloměrem rovným délce tyče. Pokud je tyč příliš krátká, bude se náprava v místě na konci dráhy pružiny nadměrně pohybovat vůči vozidlu. Proto je Panhardova tyč méně vhodná pro menší vozidla než pro větší. Konstrukce, která je podobná, ale která dramaticky zmenšuje příčnou složku pohybu nápravy, se nazývá Wattův přímovod.
Některá vozidla, například Land Rover, mají, pokud nebyl zvolen Wattův přímovod, na poháněné přední nápravě Panhardovu tyč.